# Mária Mračnová
Mária Faithová, po mężu Mračnová (ur. 24 września 1946 w Koszycach) – słowacka lekkoatletka specjalizująca się w skoku wzwyż, która w czasie swojej kariery broniła barw Czechosłowacji.
Na międzynarodowych zawodach zadebiutowała  w 1966, zajmując czwartą lokatę w mistrzostwach Europy. Dwa lata później na igrzyskach olimpijskich uplasowała się na szóstym miejscu. Największy sukces w karierze odniosła w 1969, zdobywając w Atenach brązowy medal mistrzostw Starego Kontynentu. Po kilku latach przerwy na międzynarodowych zawodach wystąpiła ponownie w 1974 zajmując ósme miejsce podczas kolejnej edycji mistrzostw Europy. Wystąpiła w finałach halowego czempionatu Europy w 1975 i 1976. Tuż za podium – na czwartym miejscu – zakończyła start w igrzyskach olimpijskich w Montrealu chociaż w eliminacjach osiągnęła dopiero 16. rezultat. Trzynaste miejsce przyniosły jej rozegrane latem 1978 w Pradze mistrzostwa Europy. W czasie swojej kariery siedem razy ustanawiała rekord Czechosłowacji w skoku wzwyż na stadionie (od 1,70 w 1966  do 1,92 w 1976). Zdobywała złote medale czempionatu Czechosłowacji w hali i na stadionie oraz reprezentowała kraj w meczach międzypaństwowych. Od 1998 do 2012 roku pełniła funkcję prezesa Słowackiego Związku Lekkiej Atletyki.
Rekord życiowy: 1,92 (28 sierpnia 1976, Trzyniec).

## Osiągnięcia
| Rok  | Impreza                   | Miejsce   | Lokata      | Wynik |
| ---- | ------------------------- | --------- | ----------- | ----- |
| 1966 | Mistrzostwa Europy        | Budapeszt | 4. miejsce  | 1,71  |
| 1968 | Igrzyska olimpijskie      | Meksyk    | 6. miejsce  | 1,78  |
| 1969 | Mistrzostwa Europy        | Ateny     | 3. miejsce  | 1,83  |
| 1974 | Mistrzostwa Europy        | Rzym      | 8. miejsce  | 1,83  |
| 1975 | Halowe mistrzostwa Europy | Katowice  | 12. miejsce | 1,75  |
| 1976 | Halowe mistrzostwa Europy | Monachium | 7. miejsce  | 1,86  |
| 1976 | Igrzyska olimpijskie      | Montreal  | 4. miejsce  | 1,89  |
| 1978 | Mistrzostwa Europy        | Praga     | 13. miejsce | 1,80  |